# 雪寶的佳節冒險
《雪寶的佳節冒險》（英語：Olaf's Frozen Adventure）是一部於2017年上映的美國3D電腦動畫歌舞奇幻短片，由華特迪士尼動畫工作室製作，華特迪士尼工作室電影發行。由凱文·德特斯與史蒂夫·維莫斯共同執導，喬許·蓋德、克莉絲汀·貝兒、伊迪娜·曼佐與喬納森·格羅夫從2013年電影《冰雪奇緣》回歸擔任電影的配音員。
該短片，於2017年10月27日與迪士尼和皮克斯動畫工作室合拍的電影《可可夜總會》以貼片短片方式上映。

## 劇情
自从艾伦黛尔王国重新对百姓打开大门后，他们即将迎来传统节日——圣诞节，安娜和艾莎為整個阿倫黛爾舉辦了慶祝活動。由於鎮上的人出人意料地提前離開準備各自的節日傳統。兩姐妹們意識到她們沒有自己的家庭傳統。然而艾莎由于多年被那道门與世隔絕，并没有自己的家庭传统，雪寶和小斯決定尋找傳統，看看是否有適合借鑒或適應的傳統。踏上了寻找家庭传统的冒险旅程。並將它獻給安娜和艾莎。
穿過小鎮，雪寶遇到了與聖誕節、光明節和冬至有關的各種家庭傳統。遇到了奧肯之後，奧肯給他們便攜式桑拿房作為傳統，雪寶、小斯和他們充滿傳統的雪橇穿越白雪皚皚的苔原，但便攜式桑拿房中的一塊煤掉了出來點燃了雪橇。當他們滑下一座小山，雪寶和小斯最終被一道鴻溝隔開。雪橇也最終掉進鴻溝並且爆炸，雪寶找到了一個水果蛋糕，試圖穿越樹林，卻遭到狼群的襲擊。
與此同時，安娜和艾莎在他們的閣樓裡發現了一些被遺忘的物品。小斯回到阿克那裡並告訴他雪寶的困境，安娜和艾莎他們召集艾伦黛尔的居民去尋找雪寶。在樹林裡，雪寶設法逃脫了狼群，水果蛋糕也被一隻獵鷹叼走，並在離王國不遠的一棵樹下放棄了。安娜和艾莎找到雪寶並透露他們確實有一個傳統來讓他振作起來：就是他自己。在艾莎和安娜彼此隔離後，安娜開始每年將關於雪寶的禮物滑到艾莎的門下。之後安娜、艾莎、阿克、小斯和雪寶以及艾伦黛尔的所有居民都一起來慶祝圣诞节，诞生出了艾伦黛尔的新傳統。

## 配音員
| 配音          | 配音                  | 配音                  | 角色   | 角色     |
| 美國          | 台灣                  | 香港                  | 中文名 | 英文名   |
| ------------- | --------------------- | --------------------- | ------ | -------- |
| 伊迪娜·曼佐   | 劉小芸 田曉梅（配唱） | 黃紫嫻 王嘉儀（配唱） | 艾莎   | Elsa     |
| 克莉絲汀·貝爾 | 曾詩淳 陳思函（配唱） | 麥智鈞 郭嘉碧（配唱） | 安娜   | Anna     |
| 強納森·葛洛夫 | 張騰 謝文德（配唱）   | 陳旭恆 陳彥廷（配唱） | 阿克   | Kristoff |
| 喬許·蓋德     | 阿Ken                 | 陳振聲 杜偉恒（配唱） | 雪寶   | Olaf     |

## 製作
該片原定於2016年2月在美國廣播公司（ABC）的電視台上播出，由羅伊·康利製片，凱文·德特斯與史蒂夫·維莫斯共同擔任導演。在《冰雪奇緣製作歷程：回歸艾倫戴爾》於ABC的電視台播出時，同步公布了該片的片名，並宣布，該片將使用愛麗絲·山姆塞爾與凱特·安德森創作的新歌。2017年6月，宣布《雪寶的佳節冒險》將在迪士尼和皮克斯動畫工作室合拍的電影《可可夜總會》開演前播放。為主要角色配音的演員包含喬許·蓋德、克莉絲汀·貝兒、伊迪娜·曼佐與喬納森·格羅夫等人。

## 發行
《雪寶的佳節冒險》將由華特迪士尼工作室電影發行，並於2017年11月22日與迪士尼和皮克斯動畫工作室合拍的電影《可可夜總會》一同在北美3D劇院中上映。但在墨西哥首映數天後，觀眾反映跟《可可夜總會》調性不合而撤檔。美國也在上映數周後發函告知戲院至12月8日下檔，成為繼中國大陸、墨西哥之後未與《可可夜總會》同映的地方。

## 外部連結
- 魔雪奇緣官方網站 （页面存档备份，存于）
- 魔雪奇緣官方的Facebook專頁
- 互联网电影数据库（IMDb）上《雪寶的佳節冒險》的资料（英文）